# CD Leganés
Club Deportivo Leganés, S.A.D. je španski nogometni klub iz Leganésa, periferije Madrida. Ustanovljen je bil 26. junija 1928 in trenutno igra v La Ligi, 1. španski nogometni ligi.
Leganés je večino svojega obstoja preigral v nižjih ligah. Leta 1977 je napredoval v 4. ligo, nato leta 1987 v 3. ligo, leta 1993 pa v 2. ligo. Tu je nato ohranjal svoje mesto v ligi 11 zaporednih sezon, kjer je med drugim med letoma 1995 in 1997 po koncu sezone osvojil dve zaporedni osmi mesti, kar pa sta bila tudi najboljša ligaška dosežka tega kluba. Po koncu sezone 2015/16 pa je z osvojitvijo drugega mesta v 2. ligi prvič napredoval v La Ligo.
Domači stadion Leganésa je Estadio Municipal de Butarque, ki sprejme 10.954 gledalcev. Barvi dresov sta modra in bela. Nadimka nogometašev sta Lega in Pepineros (Pridelovalci kumar)

## Rivalstvo
Rival Leganésa je Getafe. Derbi med tema dvema kluboma se imenuje Južni Madridski Derbi